# Пам'ятник Ядвізі та Ягайлу в Кракові
Пам'ятник Ядвізі та Ягайлу — пам'ятник, присвячений 500-річчю Кревської унії, розташований у Кракові в дільниці I Старе місто в північній частині парку Плант за адресою вул. Баштова.

## Історія
Скульптурна композиція зображує королеву Польщі Ядвігу Анжуйську та великого князя литовського Ягайла. Створений скульптором Томашем Оскаром Сосновським, який передав її як дар Національному музею в Кракові. Фігури були виконані Сосновським, архітектурне оформлення монумента розроблено Каролем Кнаусом.
Створюючи статуї, автор використав як модель пам'ятник Мешку I та Добраві, що, своєю чергою, був стилізований під пам'ятник Мешку I та Болеславу Хороброму із Золотої каплиці Познанського кафедрального собору. Схожість композиції з познанським монументом та характер вбрання скульптурних постатей породили гіпотезу, що краківський твір Сосновського міг первісно задумуватися як пам'ятник Мешку та Добраві, якому згодом було надано нового значення шляхом додавання гербів Польщі та Литви. Монумент був виготовлений у Римі, де Сосновський проживав і працював.
У Кракові його було розміщено в парку Планти, на території сучасного саду на Флоріанці, на невеликому штучному пагорбі, поблизу вулиці Славковської та виходу з вулиці Кроводерської. Урочисте відкриття відбулося 1 серпня 1886 року. Пам'ятник реставрували наприкінці 1950-х — на початку 1960-х років, у 1986 та 2004 роках. Сім років по тому хрест який тримала статуя Ядвіги було викрадено.

## Опис
Пам'ятник зображує королеву Ядвігу Анжуйську та великого князя литовського Владислава Ягайла в момент їхнього весілля. Обидві фігури виготовлені з каррарського мармуру. Між ними розташований невеликий постамент, на якому спочивають два щити з гербами Корони Королівства Польського та Великого князівства Литовського. На основі скульптури є напис: HEDVIGES REGINA POLONIAE JAGIELLO MAGNUS DUX LITHUANIE. Вся скульптурна група була розміщена на постаменті з пісковика, який прикрашений хрестоподібною написною табличкою з червоного мармуру, за проектом Кнауса. На ньому є напис: 1386 / NA PAMIĄTKĘ / 500 LETNIEJ ROCZNICY UNII / POLSKI z LITWĄ /1886. Фундамент пам'ятника зроблений з дикого каміння.
Тадеуш Добровольський класифікував пам'ятку як неоготичне мистецтво, але водночас оцінював її цінності як низькі.